# Onderuit (De Dijk)
"Onderuit" is een nummer van de Nederlandse band De Dijk. Het nummer werd uitgebracht als de derde track op hun album Wakker in een vreemde wereld uit 1987.

## Achtergrond
"Onderuit" is geschreven door zanger Huub van der Lubbe en geproduceerd door Antonie Broek, John Kriek en Michiel Hoogenboezem. Van der Lubbe schreef tevens de muziek van het nummer, iets dat niet vaak voorkomt. Hij vertelde hier in 2000 over tijdens een interview met het tijdschrift Penthouse: "Ik kan een beetje gitaar spelen. Onderuit heb ik op de gitaar gemaakt. Een uitzondering. Ik moet te lang pielen met een paar akkoorden. Eigenlijk kan ik geen muziek schrijven." Volgens Van der Lubbe gaat het nummer over een liefdesnacht met zijn vrouw. In het radioprogramma Met het Oog op Morgen vertelde hij hierover: "Een begrip voor de daad is 'de kleine dood', naar 'la petite mort'. Dat gevoel overkwam me die nacht: het maakt me niks uit of ik nu doodga. Toen realiseerde ik me: dit is natuurlijk de kleine dood."
"Onderuit" is nooit uitgebracht als single, maar groeide desondanks uit tot een populair nummer van De Dijk. In 1989 verscheen een liveversie, opgenomen in Paradiso op 7 april 1989, op een van de B-kanten van de single Ik kan het niet alleen. In 2003 werd het opnieuw opgenomen voor het album Door; in 2017 werd een versie voor het theater uitgebracht op het album Groef. Daarnaast kwam het voor op de verzamelalbums Het beste van De Dijk en Zullen we dansen 1981-2006 en de livealbums Live, Voor de tover en We beginnen pas. In 2019 stond het tevens voor het eerst in de Radio 2 Top 2000 op plaats 1023.

## NPO Radio 2 Top 2000
| Nummer met noteringen in de NPO Radio 2 Top 2000 | '19  | '20  | '21 | '22 | '23 | '24 |
| ------------------------------------------------ | ---- | ---- | --- | --- | --- | --- |
| Onderuit                                         | 1023 | 1055 | 893 | 604 | 742 | 673 |

1. ↑  Een vetgedrukt getal geeft de hoogste notering aan.
2. ↑  2019 was het eerste jaar met een notering voor dit nummer.